# Sierra Leone-i labdarúgó-válogatott
A Sierra Leone-i labdarúgó-válogatott (becenevükön: Lone Stars) Sierra Leone nemzeti csapata, melyet a Sierra Leone-i labdarúgó-szövetség irányít. A csapat még nem jutott ki egyetlen labdarúgó-világbajnokságra sem.

## Nemzetközi eredmények
Amilcar Cabral Kupa
- Aranyérmes: 2 alkalommal (1993, 1995)
- Ezüstérmes: 2 alkalommal

## Világbajnoki szereplés
- 1930 - 1970 - Nem indult
- 1974 - 1986 - Nem jutott be
- 1990 - Nem indult
- 1994 - Visszalépett
- 1998 - 2022 - Nem jutott be

## Afrikai nemzetek kupája-szereplés
| Év   | Eredmény      |
| ---- | ------------- |
| 1957 | Nem indult    |
| 1959 | Nem indult    |
| 1962 | Nem indult    |
| 1963 | Nem indult    |
| 1965 | Nem indult    |
| 1968 | Nem indult    |
| 1970 | Visszalépett  |
| 1972 | Nem indult    |
| 1974 | Nem jutott be |
| 1976 | Nem indult    |

| Év   | Eredmények    |
| ---- | ------------- |
| 1978 | Nem jutott be |
| 1980 | Nem indult    |
| 1982 | Nem jutott be |
| 1984 | Nem jutott be |
| 1986 | Nem indult    |
| 1988 | Kizárták      |
| 1990 | Visszalépett  |
| 1992 | Nem indult    |
| 1994 | Csoportkör    |
| 1996 | Csoportkör    |

| Év   | Eredmények    |
| ---- | ------------- |
| 1998 | Visszalépett  |
| 2000 | Kizárták      |
| 2002 | Nem jutott be |
| 2004 | Nem jutott be |
| 2006 | Nem jutott be |
| 2008 | Nem jutott be |
| 2010 | Nem jutott be |
| 2012 | Nem jutott be |
| 2013 | Nem jutott be |
| 2015 | Nem jutott be |

| Év   | Eredmények    |
| ---- | ------------- |
| 2017 | Nem jutott be |
| 2019 | Kizárták      |
| 2021 | Csoportkör    |

## Külső hivatkozások
- Sierra Leone a FIFA.com-on Archiválva 2009. november 21-i dátummal a Wayback Machine-ben
- A Sierra Leonei labdarúgó-szövetség hivatalos honlapja

1. ↑  The FIFA/Coca-Cola World Ranking. FIFA
2. ↑  World Football Elo Ratings. eloratings.net